# Lorkovitschia
Lorkovitschia is een geslacht van kevers uit de familie bladsprietkevers (Scarabaeidae). Het geslacht werd voor het eerst wetenschappelijk beschreven in 1968 door René Mikšič.

## Soorten
- Lorkovitschia douglasprimusensis Legrand & Chew, 2004
- Lorkovitschia raja (Wallace, 1868)
- Lorkovitschia rustica (Wallace, 1868)